# Zakopianka

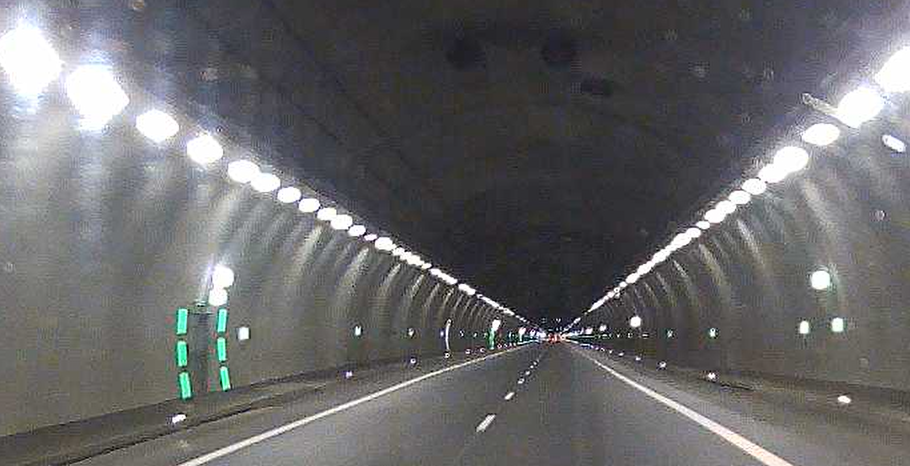
Tunel im Marii i Lecha Kaczyńskich w ciągu drogi ekspresowej S7

Zakopianka – popularna nazwa trasy z Krakowa do Zakopanego, o długości 102 km. Prowadzi ona odcinkiem drogi krajowej nr 7 z Krakowa do Rabki-Zdroju, dalej drogą krajową nr 47.
Trasa jest dwujezdniowa na odcinku Kraków – węzeł Nowy Targ Południe (87 km). Odcinek Myślenice – Rabka-Zdrój jest drogą ekspresową.

## Przebieg
Zakopianka zaczyna się umownie na rondzie Matecznego w Krakowie (Dzielnica XIII Podgórze) jako ul. Wadowicka, która przechodzi w ul. Zakopiańską (główna droga wylotowa z Krakowa na południe), a kończy się na rondzie dra Andrzeja Chramca (u zbiegu ulic Kasprowicza, Chramcówki, Nowotarskiej w Zakopanem) jako ul. Kasprowicza.
Docelowo droga ma być rozbudowana i zmodernizowana do klasy:
- drogi ekspresowej na odcinku Kraków – Chabówka (S7)
- drogi głównej ruchu przyspieszonego na odcinku Chabówka – Nowy Targ (droga nr 47)
- drogi głównej na odcinku Nowy Targ – Zakopane (droga nr 47).

Od 2011 na Zakopiance funkcjonuje system monitorujący warunki na drodze. Aktualny czas przejazdu danego odcinka Zakopianki można sprawdzić w Internecie, na tablicach umieszczonych wzdłuż drogi oraz 23 kanale CB. Przed skrzyżowaniami z drogami stanowiącymi alternatywny dojazd do Zakopanego umieszczono tablice wyświetlające czas dojazdu obiema trasami, dzięki czemu kierowca może podjąć decyzję o zmianie trasy na mniej obciążoną ruchem. Zakładane przez system trasy alternatywne to:
- droga wojewódzka nr 958 na odcinku Chabówka – Zakopane
- droga krajowa nr 49 na odcinku Nowy Targ – Bukowina Tatrzańska, następnie droga wojewódzka nr 960 do Olszówki, skąd dojazd do Zakopanego możliwy jest na dwa sposoby:
  - drogą wojewódzką nr 961 do Poronina z powrotem na Zakopiankę, lub
  - drogą wojewódzką nr 960 w kierunku Łysej Polany i dojazd do Zakopanego Drogą Oswalda Balzera.

Zakopianka przebiega przez następujące okręgi administracyjne:
- województwo małopolskie
- powiaty: krakowski, myślenicki, suski, nowotarski, tatrzański
- gminy: Kraków, Mogilany, Myślenice, Pcim, Lubień, Jordanów, Rabka, Nowy Targ (gmina wiejska), Nowy Targ, Szaflary, Biały Dunajec, Poronin, Zakopane.

Fizycznogeograficzny przebieg Zakopianki:
- Brama Krakowska – Rów Skawiński – Pogórze Wielickie – Pogórze Wiśnickie – Beskid Wyspowy – Kotlina Rabczańska – Gorce – Kotlina Orawsko-Nowotarska – Pogórze Spisko-Gubałowskie – Rów Podtatrzański.

## Historia drogi
W XIII w. w relacji dzisiejszej Zakopianki funkcjonował szlak handlowy prowadzący na Węgry – tzw. „droga miedziana” – biegnący przez Myślenice, Chabówkę i Podwilk. W latach 1817–1823 Ministerstwo Robót Publicznych Cesarstwa Austriackiego przeprowadziło przebudowę traktu z Krakowa do Nowego Targu i dalej do Zakopanego. W przeciwieństwie do starego szlaku nowa droga nie prowadziła dolinami, ale grzbietami górskimi. W połowie XIX w. dokonano kilku korekt trasy – m.in. na odcinku Krzeczów – Skomielna Biała wytyczono nowy przebieg drogi, omijający od zachodu grzbiet Lubonia Małego, wytyczono też nowy przebieg drogi przez Skomielną Białą.
W latach 1931–1939 prowadzona była kolejna przebudowa drogi. Rozpoczęto wówczas budowę wiaduktu nad torami kolejowymi w Chabówce oraz obwodnicy Nowego Targu. W pierwszych dniach września 1939 r. robotników pracujących w Chabówce uzbrojono i skierowano do walki o Wysoką. Budowę obwodnicy Nowego Targu porzucono.
W 1946 r. rozpoczęła się odbudowa wysadzonego przez Niemców w 1945 r. wiaduktu w Chabówce, a w latach 60. XX w. przeprowadzono kolejną modernizację drogi – na całej długości położono asfalt, dokonano też kilku korekt przebiegu (m.in. wyprostowano zakręty na „Zbójeckiej Górze” między Skomielną Białą a Rabką Zdrój czy na Piątkowej Górze za kościołem Św. Krzyża). Od Nowego Targu do Zakopanego drogę poprowadzono nowym śladem, omijając centra Szaflar, Białego Dunajca i Poronina. W latach 70. XX w. wybudowano drugi pas między Krakowem a Myślenicami, z obejściami Mogilan, Głogoczowa i Myślenic. W tym czasie wybudowano także dwupasmową obwodnicę Nowego Targu. W pierwszej dekadzie XXI w. wybudowano dwupasmowy odcinek Myślenice – Lubień, w standardzie drogi ekspresowej.

## Historia budowy drogi ekspresowej

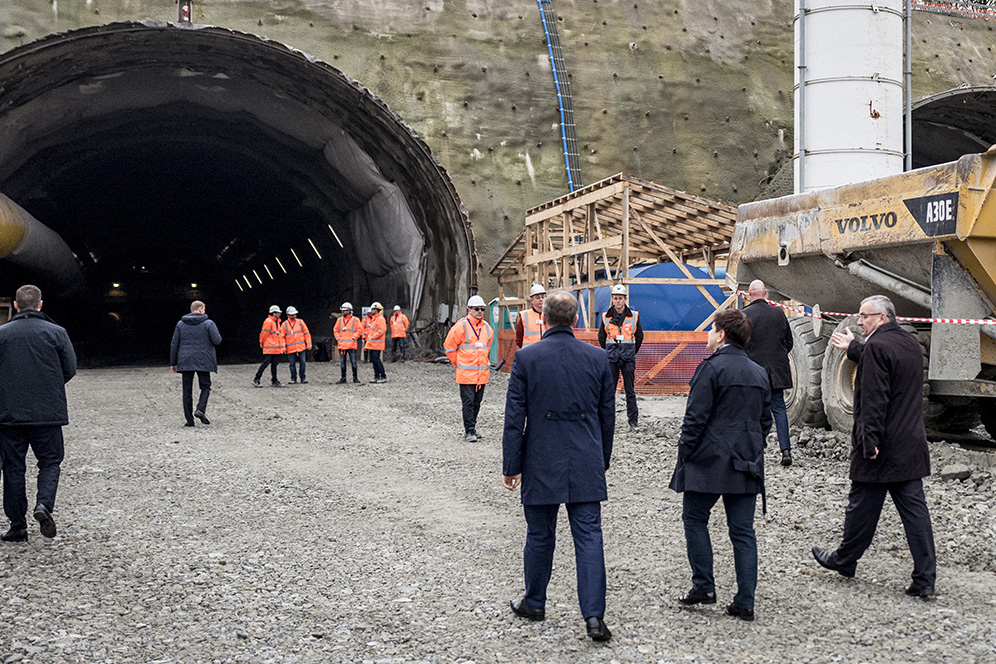
Tunel pod Luboniem Małym, w budowie (2017)

Od 2 listopada 2004 w budowie znajdował się 14-kilometrowy odcinek Myślenice – Lubień, którego oddanie do użytku planowane było na koniec 2006. Opóźnienia wykonawcy sprawiły jednak, że inwestycja została ukończona i oddana do użytku 20 marca 2008. Nad ranem 1 lipca 2006 w Stróży zawalił się 60-metrowy wiadukt nowo budowanego odcinka drogi ekspresowej S7 nad potokiem Trzebuńka. Na miejscu zginął jeden z pracowników firmy Mota Engil, głównego wykonawcy projektu.
1 lutego 2006 został rozstrzygnięty przetarg na budowę kolejnego odcinka – obwodnicy Lubnia – o długości 4 km. Węzeł drogowy w Lubniu wraz z niemal całą obwodnicą tej wsi został oddany dla ruchu 21 października 2009.
Odcinek Lubień – Chabówka budowany jest w standardzie dwujezdniowej drogi ekspresowej. Łączna długość odcinka wyniesie 16,7 km, w tym tunel o długości 2,0 km. Będzie to jeden z najdłuższych tuneli drogowych w Polsce. Będzie to droga o dwóch pasach ruchu w każdym kierunku (z dodatkowym pasem awaryjnym) w terenie górskim. Głównym celem budowy tego odcinka jest poprawa bezpieczeństwa transportu i rozładowanie korków drogowych, które powodowały stające na wzniesieniach samochody ciężarowe z powodu braku łańcuchów na kołach. W grudniu 2014 zostały ogłoszone trzy przetargi na budowę, w podziale na pododcinki: Lubień – Naprawa (7,6 km), Naprawa – Skomielna Biała (2,9 km – w tym tunel 2,0 km), Skomielna Biała – Chabówka (6,1 km). Prace budowlane rozpoczęły się w połowie 2016 roku. Udostępnienie do ruchu odcinków Lubień – Naprawa oraz Skomielna Biała – Chabówka planowano na drugą połowę 2018 roku, natomiast budowa odcinka tunelowego miała planowo zakończyć się w 2020 roku. Wartość projektu wynosi 2,1 mld zł, w tym 1,3 mld zł to dofinansowanie ze środków unijnych. W związku z problemami data ukończenia została przesunięta na luty 2022, która również nie została dotrzymana. Ostatecznie tunel został oddany do użytku 12 listopada 2022.

## Inwestycje

### Zakończone inwestycje
Poniżej przedstawiono wykaz miejscowości oraz rodzaje inwestycji które w nich zrealizowano (wykaz inwestycji w porządku „geograficznym”, tj. począwszy od miejscowości znajdujących się najbardziej na północ.)
- Gaj
  - kładka dla pieszych. Obiekt oddano do użytku w grudniu 2015[17]
  - Przebudowa układu drogowego. W październiku 2019 r. podpisano umowę na realizację inwestycji w trybie zaprojektuj i buduj. W lipcu 2021 r. złożony został wniosek o wydanie decyzji ZRID; W październiku 2022 uzyskano niniejszą decyzję i nastąpiło przekazanie placu budowy wykonawcy. W ramach inwestycji nad DK nr 7 (w okolicy ulic Zadziele i Widokowa) powstał wiadukt o dł. ok. 122 m, z chodnikiem dla pieszych.[18]. Węzeł oddano do użytku w czerwcu 2024[19]
- Mogilany
  - pierwsza kładka dla pieszych. Obiekt oddano do użytku we wrześniu 2009[17]
  - druga kładka dla pieszych. Kontrakt na zaprojektowanie i budowę obiektu podpisano we wrześniu 2022 r. z firmą Primost Południe, a wartość umowy to ponad 6,5 mln zł. Prace rozpoczęto w lutym 2024r.[20] Obiekt oddano do użytku 22 października 2024r.[21]
- Głogoczów
  - Pierwsza kładka dla pieszych (w km 684+720, ok. 1 km na południe od węzła z DK52) – Obiekt oddano do użytku w październiku 2017[22][17]
  - druga kładka dla pieszych (w km 685+650, ok. 2 km na południe od węzła z DK52)  - obiekt oddano do użytku w grudniu 2017r.[23]
  - trzecia kładka dla pieszych (w rejonie przystanku Głogoczów Podlesie, ok. 600 m na północ od węzła z DK52) - Prace projektowe rozpoczęto w sierpniu 2022 r.,[24] a prace budowlane ruszyły w kwietniu 2024 r. Koszt inwestycji to 5,4 mln zł. Prace zakończono we wrześniu 2024 r.[25]
- Jawornik
  - pierwsza kładka dla pieszych. Obiekt oddano do użytku w lutym 2015[17]
  - druga kładka dla pieszych – Obiekt oddano do użytku w październiku 2017[22][17]
- Lubień–Naprawa – budowa drogi ekspresowej S7. Budowa rozpoczęła się w czerwcu 2016 r. Odcinek wstępnie miał zostać udostępniony w październiku 2018 r., lecz ostatecznie oddano go do ruchu 30 listopada 2021 r.[26]
- Naprawa – Skomielna Biała – budowa drogi ekspresowej S7 wraz z tunelem pod Małym Luboniem[27]. Budowa rozpoczęła się w czerwcu 2016 r. Czas realizacji miał wynosić 54 miesiące od podpisania umowy (tj. upłynąć pod koniec roku 2020); ostatecznie jednak odcinek został oddany do użytku 12 listopada 2022 roku[28]
- Skomielna Biała – Rabka Zdrój (S7)[29]; Budowa drogi ekspresowej S7. Kontrakt na budowę podpisano 31 marca 2016 r. Pierwotny termin realizacji przypadał na lipiec 2018 roku[30][31][32][33][34][35], jednak z powodu uskoku został on ostatecznie oddany do ruchu 28 września 2019 roku[36].
- Odcinek Rdzawka – Nowy Targ[37] - rozbudowa drogi do parametrów GP (droga dwujezdniowa o dwóch pasach ruchu w każdym kierunku z dodatkowym pasem awaryjnym). Odcinek ten tworzy tzw. zachodnią obwodnicę Nowego Targu. Parametry drogi: klasa GP, prędkość projektowa 80–100 km/h, 6,4 km wiaduktów, 4 węzły drogowe, łączna długość: 16,4 km. Odcinek oddano do użytku w sierpniu 2024 r.[38]
- Biały Dunajec – budowa nowego mostu. Na dotychczasowym obiekcie, ze względu na zły stan techniczny, obowiązywał ruch wahadłowy[39]; most oddano do użytku 22 grudnia 2018[40]
- Poronin – przebudowa skrzyżowania Zakopianki z drogą wojewódzką nr 961 – umowa podpisana 10 października 2016, termin realizacji 22 miesiące[41]; prace zakończono 20 grudnia 2018[42]
- Zakopane
  - budowa dwóch nowych rond na DK47 na skrzyżowaniach z ul. Ustup i ul. Wojdyły. Ronda zostaly oddane do użytku w listopadzie 2024 r. [43]
  - budowa ronda w ciągu DK47 w rejonie ul. Kasprowicza i Spyrkówka - prace trwały od listopada 2022 r[44]. do końca roku 2023.[45]

### Inwestycje w realizacji
- Libertów – Przebudowa układu drogowego. W ramach tej inwestycji powstanie m.in. tunel (przejazd) pod zakopianką i trzy kładki dla pieszych. W marcu 2023 ogłoszono przetarg na niniejsze zadanie,[46] a w lipcu 2023 r. wybrano wykonawcę, którym jest przedsiębiorstwo Inżynieryjne IBM-Podbeskidzie (umowę podpisano pod koniec sierpnia 2023 r.[47]) Koszt prac to prawie 150 milionów zł. [48] W lutym 2025 r. wykonawca uzyskał decyzję ZRID; termin zakończenia prac to połowa 2027 roku. [49]
- Krzyszkowice - Budowa węzła z drogą krajową nr 7. Przetarg ogłoszono w październiku 2023r.[50] Umowę podpisano w lutym 2024 r., a planowany termin zakończenia inwestycji to IV kwartał 2025 roku.[51]
- Myślenice – Budowa węzła na skrzyżowaniu DK7 z ul. J. Sobieskiego. W styczniu 2019 podpisano program inwestycyjny[52], a przetarg ogłoszono 19 czerwca 2019r.[53] Umowę podpisano 18 października 2019 z konsorcjum firm: MPRB i MP-Mosty[54]. W styczniu 2023 zakończono prace projektowe związane z inwestycją[55], a w styczniu 2024 podpisano umowę na budowę nowego węzła w tym rejonie - prace potrwają do końca 2025 roku[56].

### Planowane inwestycje
- Kraków – Przebudowa węzła Kraków Południe łączącego ulice Zakopiańską z autostradą A4. W 2021 podpisano umowę na wykonanie projektu rozbudowy. Prace projektowe zakończyły się w 2023 roku[57]. 7 grudnia 2023 r. uzyskano decyzję o środowiskowych uwarunkowaniach dla rozbudowy węzła[58].
- odc. Kraków - Myślenice - Budowa drogi ekspresowej S7. 23 maja ogłoszono przetarg na przygotowanie Studium techniczno-ekonomiczno-środowiskowego (STEŚ) dla w/w odcinka[59]. Do tego zadania wybrano firmę IVIA, a umowę podpisano 14 marca 2024 r. Wykonawca będzie miał 6 lat na opracowanie tego dokumentu i uzyskanie decyzji o środowiskowych uwarunkowaniach. Koszt to 23,3 mln zł[60].
- Głogoczów - budowa węzła. Obecnie trwają prace nad przygotowaniem koncepcji przebudowy DK7 w Głogoczowie. Wykonawca odpowiedzialny za stworzenie STEŚ sprawdza możliwości zmian na tym odcinku. Przeprowadzono spotkania z mieszkańcami i skonsultowano proponowane rozwiązania[61].
- Jawornik - Budowa węzła drogowego w miejscowości Jawornik w ciągu DK7. 16.02.2023 r. Wykonawca złożył wniosek o wydanie decyzji o środowiskowych uwarunkowaniach[62], a w maju 2025 - złożony został wniosek o wydanie decyzji ZRiD.[63].
- Odc. Nowy Targ – Szaflary. Przebudowa drogi będzie przygotowywana w jej obecnym śladzie. Ogłoszenie przetargu na przygotowanie projektu optymalizacji przepustowości ogłoszono w maju 2023 roku (zostało ono jednak unieważnione ze względu na fakt, iż wartość złożonych wówczas ofert przewyższało budżet, przewidziany na ten proces.) W sierpniu ogłoszono ponowny przetarg[64], w ramach którego 1 grudnia 2023 r. podpisano kontrakt z firmą IVIA[65]. Koszt prac wyniesie 3,75 mln zł. Zadaniem wykonawcy będzie przygotowanie projektu oraz uzyskanie decyzji środowiskowej - na te czynności przewidziano okres 32 miesięcy.
- Przebudowa odc. Szaflary – Zakopane. Firma Sweco Polska opracuje koncepcję programową przebudowy tej trasy. Zadanie zostanie zrealizowane za nieco ponad 3,5 mln zł[66].